# 2017년 8월 29일 조선민주주의인민공화국 미사일 발사
2017년 8월 29일 조선민주주의인민공화국의 탄도 미사일 발사는 평양 시간 2017년 8월 29일 5시 27분 (한국 표준시 5시 57분경)쯤 이루어졌다. 이 미사일은 조선중앙방송을 통해 중거리 탄도 미사일 화성 12호이었다고 밝혔졌다. 일본 시간 이날 6시 6분쯤 미사일은 홋카이도 상공을 통과하고 6시 14분쯤 태평양에 낙하했다.

## 역사
2017년 8월 29일 5시 27분, 평양 순안국제공항에서 화성-12형 미사일을 발사했다. 일본 상공을 통과해 태평양에 낙하했다. 북한이 탄도 미사일을 발사하면서 일본 상공을 통과시킨 것은 역사상 최초다. 북한 미사일은 최대고도 550여km로 일본 상공을 통과해 2700여km를 29분간 비행한 뒤 북태평양 해상에 떨어졌다. 백두산 엔진을 장착한 최초의 탄도 미사일로, 김정은이 주체탄이라고 이름을 붙였으며, '대형중량핵탄두'를 장착할 수 있다고 북한 조선중앙통신이 보도했다.
새벽에 기습발사를 하여, 한미일이 전혀 사전탐지를 할 수 없었다. 북한이 쏘아올린 탄도미사일이 사전 통보없이 일본 상공을 통과하기는 이번이 처음이다.
2017년 8월 30일, 송영무 국방부 장관은 제임스 매티스 미국 국방장관과 첫 한미 장관회담을 가진 자리에서 한미 미사일 지침 개정 취지를 전달했다.
2017년 8월 30일, 미국 국방부 미사일 방어청은 미국 해군 이지스 구축함 존 폴 존스 (DDG-53)가 하와이 카우아이 섬 태평양 미사일 사격시설에서 발사된 중거리 탄도미사일을 탐지, 추적해 신형 SM-6 함대공 미사일로 요격에 성공했다. SM-6미사일 중거리 미사일 요격에 성공한 것은 이번이 두 번째다.
2017년 9월 1일, 문재인 대통령과 미국 트럼프 대통령은 밤 11시 10분부터 40분간 전화 통화했다. 화성-12형 발사 3일만이다. 트럼프 대통령이 한국의 한미 미사일 지침 개정 요구에 전격 동의했다. 사거리 800km 탄도 미사일에 실을 수 있는 탄두 최대 중량을 현재 500kg 미만에서 최소 1t으로 두배가량 또는 그 이상으로 늘리는 방안이 유력하다.
2017년 9월 3일, 북한은 6차 핵실험을 실시했다. 2017년도 유일한 핵실험이고, 2019년 현재 마지막 핵실험이다.

## 미사일 방어
화성 12형 미사일에 대한 군사적 대안은 크게 세가지가 있다. 이를 한국형 3축 체계라고 부른다.
- 킬체인 - 재래식 정밀유도 무기로 북한의 핵미사일 기지를 선제타격하는 것이다. 그러나 이것은 미사일 발사 징후가 사전포착되어야 하는데, 이번 화성 12형 미사일은 새벽에 기습발사되어 사전포착이 불가능했다.
- 한국형 미사일 방어체제 - 화성 12형은 낙하속도가 마하 14를 넘어, 한국, 일본, 미국의 모든 미사일 방어 체계로 요격이 불가능하다. 최신형 무기체계인 사드가 마하 14까지 요격이 가능한데, 화성 12형은 그보다 빠르다.
- 대량응징보복 - 미국은 핵우산으로 제2격인 보복핵공격을 할 수 있으며, 한국과 일본은 비핵화 국가여서 재래식 보복공격을 할 수 있다. 그러나 미국 언론은 북한이 ICBM을 보유하면 미국은 핵우산으로 제2격인 보복핵공격을 해 줄 수 없다고 분석했다. 따라서 한국과 일본은 화성 12형 핵미사일의 기습 선제공격을 받을 경우, 대규모 재래식 무기로 대량응징보복만을 할 수 있다. 문제는, 이미 북한의 핵미사일이 전국에 떨어져 대량응징보복을 할 재래식 무기가 모두 파괴된다는 점이다.

결국 한국과 일본은 화성 12형 미사일에 대한 3축 체계가 모두 작동하지 못하며, 오로지 독자 핵무장으로 제2격인 보복핵공격을 스스로 하는 방법 뿐인데, 양국은 공식 핵무장을 선언하지 못해, 이 실행가능한 유일한 군사적 대안마저도 불가능한 상태이다. 언론 등에는 비공식 핵무장을 하더라도, 반드시 적에게는 제2격인 보복핵공격을 할 비밀 정책과 비밀 핵무기를 입증해 보여주어서, 적에게 공포심을 주어야만 핵 억지력이 유효해진다. 그러나, 한국과 일본 양국이 그런 협박을 북한에 했다는 보도도 일체 없다.

## 일본
북한의 핵미사일이 일본 상공을 역사상 처음 통과해 발사되면서, 일본에서 킬체인에 대한 강력한 여론이 형성되었다.
원래 일본은 평화헌법을 이유로, 일체의 지상 공격 미사일 보유를 하지 않았다. 그러나 이번 북한 미사일 발사는 킬체인의 강력한 필요성을 일깨웠다.
2017년 8월 30일, 요미우리 신문은 적기지 공격 능력인 킬체인 보유를 검토해야 한다는 사설을 실었다. 핵무기로 적의 핵미사일 기지를 선제타격하는 제1격과 재래식 무기로 적의 핵미사일 기지를 선제타격하는 킬체인이 있는데, 한국과 일본은 비핵화 국가여서 제1격을 공식 정책으로 채택할 수는 없다.
2017년 8월 30일, 미국 블룸버그 통신은 사설에서 아베 총리가 미국산 토마호크 미사일을 도입하라고 주장했다. 평화헌법상 토마호크 미사일은 보유가 금지되어 왔다. 그러나 북한의 화성 12형 핵미사일은 마하 14를 넘는 고속인데, 토마호크 미사일은 아음속이어서, 너무 느린 무기체계이다.
2017년 8월 30일, 미국 월스트리트 저널은 사설에서 일본의 핵무장을 언급했다. "북한이 미국 본토를 공격할 수 있는 대륙간탄도미사일(ICBM)을 보유하면 방정식이 완전히 달라진다"면서 "북한이 도쿄를 공격했을 때에 미국이 평양을 공격하면 미국의 도시들이 북한의 공격 위험에 노출된다" 면서, 핵우산이 불가능하게 되기 때문에 일본의 독자 핵무장이 필요하게 된다고 강조했다. 그런데 북한이 ICBM을 보유하면 미국이 핵우산을 전혀 할 수 없게 된다는 월스트리트 저널의 예측은, 2017년 11월 29일 북한이 화성 15호 ICBM을 최초로 시험발사해 지구의 전역에 대한 핵공격 능력 완성을 선언하면서, 현실화되었다.
비상이 걸린 일본 방위성은 선제적 무력 사용을 금지하는 전수방위 원칙이 있지만 자위권 차원에서 선제타격을 검토하겠다고 밝혔다. 2018년 말 확정을 목표로 추진 중인데 미국의 토마호크 미사일 도입이 유력하게 거론되고 있다.

## 유엔
2017년 8월 29일, 북한이 미사일 발사를 한 당일, 유엔 안보리가 일본 상공을 통과한 북한의 중거리탄도미사일(IRBM) 발사를 강력하게 규탄했다. 유엔 안보리는 이날 뉴욕 유엔본부에서 긴급회의를 소집, 미사일 발사 규탄 내용을 담은 의장성명을 만장일치로 채택했다. 유엔이 북한 미사일 도발에 대해 단시간 안에 언론성명보다 한 단계 격이 높은 의장성명을 채택한 것은 이례적이다. 중국과 러시아까지 성명 채택에 참여했다.
미국과 일본은 북한의 무역을 더욱 봉쇄하는 처벌 결의안 채택을 요구했지만, 중국과 러시아가 반대해서 유엔 안보리 의장성명을 채택했다. 유엔 안보리 결의는 성문의 국제법으로 인정받지만, 유엔 안보리 의장성명은 국제법적 효력은 없다.

## 같이 보기
- 화성 12호
- 핵우산